# Nováky
Nováky (em húngaro: Nyitranovák) é uma cidade da Eslováquia, situada no distrito de Prievidza, na região de Trenčín. Tem 19,29 km² de área e sua população em 2018 foi estimada em 4.226 habitantes.

## Demografia
| Ano:        | 1994 | 2004   | 2014   | 2024   |
| ----------- | ---- | ------ | ------ | ------ |
| Broj ljudi: | 4253 | 4426   | 4270   | 4093   |
| Razlika:    |      | +4,06% | -3,52% | -4,14% |

| Ano:               | 2023 | 2024   |
| ------------------ | ---- | ------ |
| Número de pessoas: | 4136 | 4093   |
| Diferença:         |      | -1,03% |